# عقد 220 هـ
عقد 220 هـ هو الفترة بين عام 220 إلى 229 في التقويم الهجري، أي العشر سنوات الثالثة من القرن الثالث الهجري.